# 渡辺格司
渡辺 格司（わたなべ かくじ、1902年6月3日 - 1981年9月11日）は、日本のドイツ文学者。
東京生まれ。1926年東京帝国大学文学部独文科卒。第五高等学校教授、戦後大阪大学教養部教授、1966年定年退官、名誉教授、帝塚山大学教授。ゲーテや、ヘルダーリンなどロマン派の詩人のほか低地ドイツ語の研究をおこなった。

## 著書
- 『実用独逸文典』大学書林 1933
- 『独逸語造語法』大学書林 1934
- 『独逸語の語源』大学書林 1935
- 『独逸造語原論』大学書林 1943
- 『低独逸語研究』大学書林 1943
- 『動詞基本形からの造語』大学書林文庫 1948
- 『語源漫筆』大学書林文庫 1948
- 『ゲーテ情熱三部曲』大日本雄弁会講談社 1949
- 『ゲーテ羅馬悲歌』大日本雄弁会講談社 1949
- 『第一ドイツ語入門』第三書房 1952
- 『十九世紀の欧洲比較文学』第三書房 1953
- 『現代ドイツ大文典』三修社 1955
- 『簡明ドイツ小文典』南江堂 1956
- 『低ドイツ語入門』大学書林 1958
- 『ドイツ語語源漫筆 2』大学書林 1963
- 『ドイツ文学史 古典・浪漫』三和書房 1963
- 『世界文学と比較文学』第三書房 1969

### 翻訳
- ヘルデルリーン『ヒュペーリオン 希臘の世捨人』岩波文庫 1936、復刊1997ほか
- フリッツ・ロイテル『仏蘭西時代より』白水社 1939
- ヴイル・ヴエスパー『ヘルデルリーンの生涯』弘文堂書房・世界文庫 1940
- ノヴァーリス『断章』小牧健夫共訳 岩波文庫 1941
- シルレル『三十年戦史』岩波文庫（上下） 1943-1944、復刊1988
- アルベルト・ビルショウスキー『ゲーテ評伝』森北書店（全3巻） 1943-1946
- ゲーテ『若きヴェルテルの悩み』富士出版 1947
- ゲーテ『クラウディーネ 戯曲と歌劇』明窓書房 1948
- ゲーテ『ヰルヘルム・マイステルの演劇的使命』大丸出版印刷 1948
- 『カフカ全集 第2巻 アメリカ』マックス・ブロート編、石中象治共訳、新潮社 1953

## 論文
- <渡辺格司